# Мајцборн
Мајцборн (њем. Maitzborn) општина је у њемачкој савезној држави Рајна-Палатинат. Једно је од 134 општинска средишта округа Рајн-Хунсрик. Према процјени из 2010. у општини је живјело 128 становника. Посједује регионалну шифру (AGS) 7140090.

## Географски и демографски подаци
Мајцборн се налази у савезној држави Рајна-Палатинат у округу Рајн-Хунсрик. Општина се налази на надморској висини од 387 метара. Површина општине износи 3,2 km². У самом мјесту је, према процјени из 2010. године, живјело 128 становника. Просјечна густина становништва износи 41 становника/km².

## Међународна сарадња
| Мјесто | Држава    | Врста сарадње | Од    |
| ------ | --------- | ------------- | ----- |
|        | Француска | партнерство   | 1970. |
| Извор  |           |               |       |